# Muyeres
Muyeres es un largometraje de docuficción español de 2023 dirigido por Marta Lallana y protagonizado por Raül Refree. Ha sido reconocido en varios festivales internacionales, como el Festival Internacional de Cine de Shanghái, el Festival de Cine de España de Toulouse (Cinespaña) y la Semana Internacional de Cine de Valladolid (Seminci).

## Sinopsis
‘Muyeres’ cuenta la historia de varias mujeres asturianas, Constantina y las hermanas Elena e Irene, a las que Raül Refree conoció en un viaje mientras trabajaba con Rodrigo Cuevas en un disco. En el filme, un músico llega a la aldea de su abuelo donde encuentra un aparato de grabación en el que están registrados los cantos antiguos de esas mujeres y decide emprender un viaje para encontrarlas obsesionado con sus voces. De esta manera, en la película se muestra la cultura popular de las montañas de Asturias a través de la tradición oral del canto y los relatos.

## Producción
Se rodó en blanco y negro y 16 mm en las montañas de Cangas del Narcea, en Asturias. Con una duración de 77 minutos, fue el primer largometraje de Lallana en solitario. La banda sonora fue realizada por Refree, que también es uno de los protagonistas de la historia.
Se estrenó a nivel mundial en el Festival Internacional de Cine de Shanghái. El documental ha participado en otros certámenes, como la Seminci, Cinespaña, la Mostra São Paulo International Film Festival o la 11ª edición del Festival Internacional de Cine Documental de Buenos Aires (FIDBA).

## Reconocimientos
En junio de 2023, Muyeres ganó el Gran Premio del Jurado y el de mejor cinematografía en el Festival Internacional de Cine de Shanghái. Ese mismo año, recibió el premio del jurado joven en el Cinespaña, además del premio a la mejor banda sonora. También en 2023, Muyeres fue reconocido con dos galardones en la 68 edición de la Semana Internacional de Cine de Valladolid (Seminci) con el Premio del Público Punto de Encuentro y la Espiga Verde que premia las cintas que muestran sensibilidad por la protección del planeta y el medio ambiente.